# Борис Радев
Борис Димитров Радев е български офицер, генерал-майор.

## Биография
Роден е на 5 октомври 1931 г. в Пловдив. Завършва Народно военно танково училище в Ботевград през 1952 г.
От 1952 до 1959 г. е последователно командир на взвод и рота. Между 1965 и 1973 г. е помощник и старши помощник в отделите „Капитален ремонт“ и „Експлоатация и войскови ремонт“ на управление „Автобронетанкова техника“ в Министерството на отбраната.
По-късно учи в Бронетанковата академия в Москва, както и във Военната академия на Генералния щаб на СССР. Завършва и военноинженерен курс във Военната академия в София.
Между 1974 и 1977 г. е заместник-началник и началник на отдел „Експлоатация и ремонт“ в командването на Сухопътните войски. От 1977 до 1979 г. е заместник-началник на управление „Автобронетанкова техника“ в командването на Сухопътни войски. В периода 1979 – 1986 г. е заместник-командир на втора армия, отговарящ за въоръженията и техниката. Бил е началник на управление „Бронетанкова и автотракторна техника“ в Главно управление за въоръженията и техниката в Министерство на отбраната (1986 – 1990) и заместник-началник по въоръжението и техниката в Командването на материално-техническото и тилово осигуряване на Министерство на отбраната (1990 – 1992). Излиза в запаса през 1992 г. През септември 1995 г. е избран за заместник-министър на отбраната, отговарящ за военноикономическите въпроси. Остава на този пост до февруари 1997 г. През 2008 г. комисията по досиетата публикува данни, че Борис Радев е бил вербуван от управление III, управление V, отдел 3, отделение 3 на Държавна сигурност в качеството си на информатор през 1951 г. и снет от отчет през 1954 г.